# Mauricio Kagel
Mauricio Kagel (Buenos Aires, 24 de dezembro de 1931 — Colónia, 18 de setembro de 2008) foi um compositor, director de orquestra e cenógrafo argentino, autor de composições para orquestra, voz, piano e orquestra de câmara, de numerosas obras cénicas, de 17 filmes e onze peças radiofónicas.
É considerado um dos mais inovadores e interessantes autores pós-seriais e de música electrónica de finais do século XX. Relaciona-se principalmente com o teatro instrumental, usando uma linguagem de corte neodadaísta, renovando o material sonoro, empregando instrumentos estranhos e material electroacústico e explorando os recursos dramáticos da linguagem musical —tanto nas suas peças radiofónicas, filmes e obras electroacústicas como nas suas recriações de formas antigas. Kagel destacou-se pela sua elaborada imaginação, pelo seu estranho humor e pela sua habilidade para fazer música com quase qualquer ideia ou sistema, o que lhe permitiu montar poderosos e surpreendentes dramas nos teatros e nas salas de concerto.

## Catálogo de obras
| Ano       | Obra | Tipo de obra               | Duração |
| --------- | --- | -------------------------- | ------- |
| 1950      | Palimpsestos para coro mixto a capella. | Música coral               |         |
| 1950      | Dos piezas para Orquesta. | Música orquestral          |         |
| 1951-52   | Variaciones para Cuarteto Mixto, para flauta, clarinete, violino e violoncelo | Música de câmara           | 08:00   |
| 1953      | Sexteto de cuerda (rev. 1957) | Música de câmara           | 09:00   |
| 1953-54   | Música para la Torre/Música para a Torre, em quatro partes [1. Para orquestra - 2. Estudo para bateria - 3. Ostinato para conjunto de câmara - 4. Ensaio de música concreta]. | Música electroacústica     |         |
| 1954      | 5 Cantos de Génesis para voz e piano. | Música vocal (piano)       |         |
| 1954      | Muertos de Buenos Aires, música para o filme do mesmo nome de Alejandro Sanderman. | Música de filme            |         |
| 1954      | 4 Piezas para Piano. | Música solista (piano)     |         |
| 1955      | Drei Klangstudien (Three Studies in Sound) | Música electroacústica     |         |
| 1955      | De Ruina Mundis. Cantata para narrador e instrumentos. | Música vocal               |         |
| 1956      | Aforismos de Apollinaire, para clarinete e piano | Música de câmara           |         |
| 1956      | Prelude nº 1 for bandoneon. | Música solista (bandoneón) |         |
| 1957-58   | Anagrama, solistas vocais, coro e conjunto | Música vocal               | 17:00   |
| 1958      | Transición I für elektronische Klänge [Transição I para electrónica]. | Música electrónica         |         |
| 1958-59   | Transición II für Klavier, Schlagzeug und zwei Tonbänder [Transição II, para piano, percussão e electrónica] | Música electrónica         | 20:00   |
| 1959-60   | Sur scène. Kammermusikalisches Theaterstück [Peça teatral de música de câmara] (filme para Danish Television, 1963) | Ópera                      | 45:00   |
| 1959-61   | Heterophonie, para 42 instrumentos solistas obrigados | Música orquestral          | 30:00   |
| 1960      | Sonant, for guitar, double bass, harp, and skin instruments | Música orquestral          | 08:00   |
| 1960      | Le Bruit. Invection pour toute sorte de sources sonores et expressions injurieuses (não publ., não exec.. | Música teatral             |         |
| 1960      | Journal de Thèâtre. Sammlung von Situationen für Instrumente, Darsteller und Requisiten [Diário de teatro. Colecção de situações para instrumentos, actores e requisitos (inclui Pas de cinq, Camera oscura, Die Himmelsmechanik, Variaktionen e Kommentar und Extempore].                | Música teatral             |         |
| 1960      | Pandorasbox (Bandoneonpiece) | Música solista (bandoneón) | 12:00   |
| 1961      | Mimetics (Metapièce), para piano. | Música solista (piano)     |         |
| 1961-62   | Improvisation ajoutée. Musik für Orgel (rev. 1968) | Música solista             | 15:00   |
| 1962      | Antithese a) Musik für elektronische und öffentliche Klänge; b) Spiel für einen Darsteller mit elektronischen und öffentlichen Klängen (1962) [Antítese a) Música para electrónica e sons do público; b) Acto para um actor com electrónica e sons do público] (filme NDR, Hamburg, 1965) | Música electrónica         | 11:00   |
| 1962-64   | Prima vista, für Diapositivbilder und unbestimmte Anzahl von Schallquellen [Prima Vista, para diapositivos e indeterminado número de fontes sonoras]. | Música teatral             |         |
| 1963      | Sur Scène, filme para Dänisches Fernsehen | Música de filme            |         |
| 1963-64   | Phonophonie. Vier Melodramen für zwei Stimmen und andere Schallquellen [Quatro melodramas para duas vozes e outras fontes sonoras (versão radiofónica 1965) (filme para Swiss Television DRS (1979)                                                                                       | Música teatral             | 25:00   |
| 1963-65   | Variationen über Tremens. Szenische Montage eines Tests für zwei Darsteller und Tonbänder [Variações sobre Tremens. Montagem cénica de um teste para dois actores e tapes] | Música teatral             | 25:00   |
| 1963-65   | Musik aus Tremens für fünf Spieler | Música de câmara           | 20:00   |
| 1964      | Match für drei Spieler (2 violoncelos e percussão) (filme WDR, 1966) | Música de câmara           | 21:00   |
| 1964      | Diaphonie I, II, III, für Chor und/oder Orchester und Diapositivprojektoren [para coro ou orquestra e projector de diapositivos). | Música coral (orquestral)  |         |
| 1964      | Die Frauen. Szenisches Damenstück für Stimmen und Instrumente [Peça teatral para damas, para vozes e instrumentos] (unpubl., unperformed). | Música teatral             |         |
| 1964      | Composition und Decomposition. Ein Lesestück [Composição e descomposição. Uma peça para leitura.] | Música teatral             |         |
| 1965      | Tremens. Szenische Montage eines Tests für zwei Darsteller und Tonbänder [Tremens. Montagem cénica de um teste para dois actores e tapes] | Música teatral             | 45:00   |
| 1965      | Pas de cinq. Wandelszene für fünf Darsteller [Pas de cinq. Cena de passeantes para cinco actores] (filme para BR (1965) e para Swiss Television DRS, 1978) | Música teatral             | 15:00   |
| 1965      | Die Himmelsmechanik. Komposition mit Bühnenbildern [Composition with stage settings] | Música teatral             | 15:00   |
| 1965      | Camera oscura. Chromatisches Spiel für Lichtquellen und Darsteller [Câmara Escura. Peça cromática para fontes luminosas e actores] | Música teatral             | 14:00   |
| 1965      | Antithese, filme para NDR, Hamburgo. | Música de filme            | 19:00   |
| 1965      | Pas de Cinq, filme para BR. | Música de filme            |         |
| 1965      | Mirum für tuba. | Música solista (tuba)      |         |
| 1965-66   | Musik für Renaisance-Instrumente. in memoriam Claudio Monteverdi, for 23 players | Música orquestral          | 26:00   |
| 1965-66   | Kammermusik für Renaissance-Instrumente ('Chamber Music for Renaissance Instruments) for 2-22 Spieler | Música orquestral          | 26:00   |
| 1965-67   | Streichquartett I [Quarteto de cordas nº 1] | Música de câmara           | 10:00   |
| 1965-67   | Streichquartett II [Quarteto de cordas nº 2] | Música de câmara           | 10:00   |
| 1966      | Match, filme para a WDR. | Música de filme            |         |
| 1966-67   | Kommentar und Extempore. Selbstgespräche mit Gesten [Comentário e Extemporâneo. Monólogos com gestos] | Música teatral             | 30:00   |
| 1967      | Montage á Titre de Spectacle [Montagem a título de espectáculo] | Música teatral             |         |
| 1967      | Montage für verschiedene Schallquellen[Montagem para varias fontes sonoras]. | Música teatral             |         |
| 1967      | Variaktionen für Sänder und Schauspieler. [Variações para solistas e actores]. | Música teatral             |         |
| 1967      | Solo, filme para a NDR. | Música de filme            |         |
| 1967      | Phantasie, für Orgel und obbligati | Música solista (órgano)    | 13:00   |
| 1967-68   | Hallelujah für Stimmen, coro (filme para WDR/wdf, 1968) | Música vocal               | 40:00   |
| 1967-70   | Staatstheater (Teatro Estatal), ópera experimental | Ópera                      | 100:00  |
| 1968      | Privat für einsame(n) Hörer [Privado, para um ouvinte solitário]. | Música teatral             |         |
| 1968      | Ornithologia Multiplicata für exotische und einheimische Vögel [Ornithologia Multiplicata para pássaros exóticos e domésticos]. | Música teatral             |         |
| 1968      | Duo, filme para a NDR. | Música de filme            |         |
| 1968      | Hallelujah, filme para a WDR/wdf. | Música de filme            |         |
| 1968      | Der Schall für fünf Spieler. | Música de câmara           |         |
| 1968-70   | Acustica. Musik für experimentelle Klangerzeuger, Lautsprecher und zwei bis fünf Spieler [Acústica. Música para produtores de som experimental, altifalantes e de dois a cinco intérpretes]                                                                                               | Música electroacústica     | 60:00   |
| 1969      | Unter Strom für drei Spieler (spanische, elektrische, elektrische Baßgitarre) (filme Radio Svizzera Italiano (1975) | Música de câmara           | 20:00   |
| 1969      | Ludwig van. Hommage von Beethoven, filme para a WDR/WDF. | Música de filme            |         |
| 1969      | Synchronstudie für Sänger, Geräuschemacher und Filmprojektion [Estudo de sincronia, para solistas, máquina de ruídos e projector de cinema]. | Música teatral             |         |
| 1969      | (Hörspiel) Ein Aufnahmezustand (1. Dosis). (Peça radiofónica) | Música radiofónica         |         |
| 1969-70   | Atem, für einen Bläser (for one wind player) | Música solista             | 15:00   |
| 1969-70   | Ludwig van. Homage by Beethoven, para conjunto instrumental (filme para WDR/wdf,1969) | Música orquestral          | 15:00   |
| 1970      | Klangwehr für schreitendes Musikkorps. | Música teatral             |         |
| 1970      | Klanqwehr, banda militar en movimiento. | Música orquestal           |         |
| 1970      | Tactil für drei (filme para WDR/wdf, 1971) | Música de câmara           | 20:00   |
| 1971      | Probe für ein improvisiertes Kollektiv [Prova para colectivo improvisado]. | Música orquestral          |         |
| 1971      | Guten Morgen! Hörspiel aus Werbespots [Peça de rádio de anúncios publicitários]. | Música radiofónica         |         |
| 1971      | (Hörspiel) Ein Aufnahmezustand (2. und 3. Dosis). (Peça radiofónica) | Música radiofónica         |         |
| 1971      | Tactil, filme para WDR/wdf | Música de filme            | 20:00   |
| 1971-72   | Variationen ohne Fuge [Variaciones sin fuga], for large orchestra on variations and fuge on a theme by Haendel for piano Op. 24 by Johannes Brahms (1861/62) | Música orquestral          | 25:00   |
| 1971-72   | Exótica, für außereuropäische Instrumente [para instrumentos extra-europeus] | Música orquestral          | 50:00   |
| 1971-72   | Programm. Gespräche mit Kammermusik [Programa. Conversas com música de câmara, em dez actos] | Música teatral             | 72:00   |
| 1971-73   | Zwei Mann Orchester, for two one-man-orchestras (filme SWF, 1973) | Música orquestral          | 60:00   |
| 1972      | Unguis Incarnatus est, für Klavier und... (da obra Programm, acto 9) | Música solista (piano)     | 06:00   |
| 1972      | Morceau de concours, für ein oder zwei Trompeter [para um ou dois trompetes] | Música solista (trompete)  | 09:00   |
| 1973      | Zwei-Mann-Orchester, filme para a SWF. | Música de filme            |         |
| 1973      | Con Voce für drei stumme Spieler [Con Voce, para três intérpretes mudos] | Música vocal               | 07:00   |
| 1973      | 1898 für Kinderstimmen und Instrumente [1898, para vozes infantis e instrumentos] | Música vocal               | 35:00   |
| 1973-75   | Kantrimiusik. Pastoral für Stimmen und Instrumente (filme para Radio Svizzera Italiano, 1975) | Música vocal               | 48:00   |
| 1975      | Mare Nostrum. Entdeckung, Befriedung und Konversion des Mittelmeerraumes durch einen Stamm aus Amazonien [Mare Nostrum. Descoberta, pacificação e conversão da região mediterrânea por uma tribo da Amazónia], vozes e instrumentos.                                                      | Música teatral             |         |
| 1975      | Soundtrack. Ein Film-Hörspiel [Filme para a rádio] | Música radiofónica         |         |
| 1975      | Die Umkehrung Amerikas. Episches Hörspiel [A inversão da América. Peça de rádio épica]. | Música radiofónica         |         |
| 1975      | Unter Strom, filme para a Radio Svizzera Italiano | Música de filme            | 20:00   |
| 1976      | Kantrimiusik, filme para a SWF. | Música de filme            |         |
| 1976      | Zählen und Erzählen für Unerwachsene [Contando e recontando, para não-adultos] | Música orquestral          | 45:00   |
| 1976      | Bestiarium. Klangfabeln auf zwei Bühnen [Bestiarium. Contos sonoros sobre duas cenas, actores, instrumentos e electrónica] (filme para WDR, 2000). | Música teatral             |         |
| 1976      | MM 51, A piece or film music for piano (filme Swiss Television DRS, 1983) | Música solista (piano)     | 10:00   |
| 1976-77   | Variété. Concert-Spectacle für Artisten und Musiker | Música teatral             | 65:00   |
| 1976-77   | Variété. Konzertsuite für sechs | Música orquestral          | 25:00   |
| 1976-77   | Présentation, für zwei (Bariton and Pianist) | Música vocal (piano)       | 20:00   |
| 1976-77   | Dressur, Schlagzeugtrio für Holzinstrumente (Percussion trio for wooden instruments) (filme para Swiss Television DRS, 1985) | Música de câmara           |         |
| 1976-78   | Die Erschöpfung der Welt. Szenische Illusion in einem Aufzug [O esgotamento do mundo. Ilusão teatral em um acto] | Música teatral             | 120:00  |
| 1977      | Quatre Degrés (Vier Stufen [I. Dressur. Schlagzeugtrio für Holzinstrumente - II. Présentation für zwei - III. Déménagement (Umzug). Stummes Schauspiel für Bühnenarbeiter - IV. Variété. Konzert-Spectacle für Artisten und Musiker] (interpretáveis isoladamente).                       | Música teatral             |         |
| 1977      | Umzug (Déménagement) ('removal'). Stummes Schauspiel für Bühnenarbeiter (Silent theatre piece for stage workers) | Música teatral             | 15:00   |
| 1977      | An Tasten, Klavieretüde [Estudio para piano] | Música solista (piano)     | 16:00   |
| 1977-78   | Tango alemán, voz, violino, piano e bandoneón | Música vocal               | 11:00   |
| 1977-78   | Die Rhythmusmaschinen. Aktion für Gymnasten, Rhythmusgeneratoren u. Schlagzeug | Música teatral             | 70:00   |
| 1977-78   | Ex-Position [Die Rhythmus-Maschinen. Aktion für Gymnasten, Rhythmusgeneratoren und Schlagzeuger - Chorbuch für Vokalensemble und Tasteninstrumente] (filme para Radio France, 1978), ópera                                                                                                | Ópera                      | 70:00   |
| 1977-80   | Aus Deutschland. Eine Lieder-Oper. [De Alemania], ópera experimental | Ópera                      | 150:00  |
| 1978      | Ex-Position, filme para TV/Le Seuil, París | Música de filme            | 55:00   |
| 1978      | Pas de Cinq, filme para Schweizer Fernsehen DRS. | Música de filme            |         |
| 1978      | Chor–buch, vozes e instrumentos | Música vocal               | 03:00   |
| 1978-79   | Zehn Märsche um den Sieg zu verfehlen [10 marchas para perder una batalla] para vientos e percussão (de Der Tribun) | Música orquestral          | 16:00   |
| 1978-79   | Blue's Blue. Eine musikethnologische Rekonstruktion für vier Spieler [Blus azul. Uma reconstrução etnomusicológica para quatro intérpretes] (filme para SFB/SWF (1980) e para Swiss Television DRS, 1981)                                                                                 | Música de câmara           | 20:00   |
| 1978-79   | Der Tribun. Hörspiel für einen politischen Redner, Marschklänge und Lautsprecher [O tribuno. Peça de rádio para oradores políticos, sons de marcha e altifalantes] (drama musical) Premiado pela cidade de Frankfurt com a Medalha Mozart                                                 | Música radiofónica         | 50:00   |
| 1979      | Vox humana?. Cantata para altifalante solista, vozes de mulheres e orquestra | Música vocal               | 25:00   |
| 1979      | Klangwölfe, für Geige und Klavier [violino e piano] | Música de câmara           | 11:00   |
| 1979      | Phonophonie, filme para Schweizer Fernsehen DRS. | Música de filme            |         |
| 1980-81   | Rrrrrrr...: 8 Stücke für Orgel [1. Râga - 2. Rauschpfeifen - 3. Repercussa - 4. Ragtime- Waltz - 5. Rondeña - 6. Ripieno - 7. Rosalie - 8. Rossignol enrhumés] | Música solista (órgão)     | 18:40   |
| 1981      | Finale mit Kammerensemble [para conjunto de câmara] | Música de câmara           | 22:00   |
| 1981      | Mitternachtsstük I-III für Stimmen und Instrumente über drei Fragmente aus den Tagebüchern von Robert Schumann (1828) [Mittemachtstück I-III, para vozes e instrumentos sobre três fragmentos dos diários de Robert Schumann (1828)] (filme para Swiss Television DRS 1986/87)            | Música vocal               | 35:00   |
| 1981      | Blue's Blue, filme para Schweizer Fernsehen DRS | Música de filme            | 31:00   |
| 1981-82   | Rrrrrrr... [1. Eine Radiophantasie (mit 41 Stücken) - 2. Hörspiel über Eine Radiophantasie für einen Sprecher]. (Cada uno de los apartados de la pieza pueden tocarse aisladamente). | Música orquestal           |         |
| 1981-82   | Rrrrrrr... : 6 Schlagzeugduos [1 Railroad Drama - 2. Ranz des Vaches - 3. Rigaudon - 4 Rim Shots & Co. - 5 Ruf - 6 Rutscher] | Música de câmara           | 12:00   |
| 1981-82   | Rrrrrrr... : 5 Jazz-Stücke [1 Rackett - 2. Rrrrrrre-Bop - 3. Reeds - 4. Rhythm-Bone & Brush - 5. Riff] | Música de câmara           | 08:30   |
| 1981-82   | Rrrrrrr... : 7 Stücke für gemischten Chor' [1. Rrrrrrr... - 2. Requiem - 3. Resurrexit Dominus - 4. Rêverie - 5. Rex Tremendae - 6. Romance - 7. Ring Shouts] | Música vocal               | 09:30   |
| 1981-83   | Rrrrrrr...: 11 Stücke für Bläser, Kontrabässe und Schlagzeug [1 Raccontando - 2 Rauschpfeifen - 3 Rejdovák - 4 Register - 5 Réjouissance - 6 Reprisen - 7 Reveille/Retraite - 8 Rhapsodie - 9 Rheinländer - 10 Ritornell 1 - 11 Ritornell 2]                                              | Música de câmara           | 12:30   |
| 1981-83   | Szenario für Streicher und Tonband [Cenário para cordas e fita]. | Música electroacústica     |         |
| 1981-83   | La Trahison orale (Der mündliche Verrat). Ein Musikepos über den Teufel. [A tradição oral. Épico musical sobre o diabo. Arranjo para peça de rádio] | Música radiofónica         | 75:00   |
| 1981-86   | Aus dem Nachlass. Stücke für Bratsche, Violoncello und Kontrabaß [Peças para viola, violoncelo e contrabaixo] | Música de câmara           | 18:00   |
| 1982      | Fürst Igor, Strawinsky für Baßstimme und Instrumente ["Para Igor, Strawinsky", para baixo e instrumentos] | Música vocal               | 18:00   |
| 1982      | Fragen. Hörspot [Cuestiones. Escuchando sonidos de mordeduras] | Música teatral             | 15:45   |
| 1983      | Intermezzo für Stimmen und Kammerensemble [Intermezzo para vozes e conjunto de câmara] | Música vocal               | 03:00   |
| 1983      | Mm 51, filme para Schweizer Fernsehen DRS. | Música de filme            |         |
| 1983      | Szenario. Musica para «Un chien andalou» (1928, Buñuel-Dalí), filme para a Swiss Television DRS) | Música de filme            | 14:00   |
| 1983-84   | Zwei Balladen von Guillaume de Machaut Instrumentale Realisation von Mauricio Kagel [1. En amer la douce vie - 2. Dame, de qui toute ma joie vient][Dos baladas de G. de Machaut. realização instrumental de M. Kagel]                                                                    | Música orquestral          | 08:00   |
| 1984-85   | Trio in drei Sätzen [Trio em três movimentos] para violino, violoncelo e piano | Música de câmara           | 26:00   |
| 1984      | Der Eid des Hippokrates, piano a três mãos | Música solista (piano)     | 02:30   |
| 1984      | Er. Fernsehspiel über eine Radiophantasie, filme para a WDR | Música de filme            | 40:00   |
| 1985      | Dressur, filme para Schweizer Fernsehen DRS | Música de filme            | 35:00   |
| 1985      | Cäcilia: Ausgeplündert. Ein Besuch bei der Heiligen. Hörspiel [Cecília: Saque. Visitando a santa).] | Música radiofónica         |         |
| 1985      | Sankt-Bach-Passion, für Soli, Chöre und Orchester | Música orquestral          | 100:00  |
| 1985      | Pan für Piccoloflöte und Streichquartett [Pan, para flautim e quarteto de cordas] | Música de câmara           | 05:00   |
| 1985      | Mio Caro Luciano. Tonbandcollage (Tape collage). | Música electroacústica     |         |
| 1985-87   | Tantz-Schul. Ballet d'Action (rev. 2001) | Ballet                     | 70:00   |
| 1986      | Mitternachtsstük IV. Komposition des 4. Satzes für Solostimmen, Sprechchor, Geige und Harmonium - nach einem Fragment aus dem Tagebuch von Robert Schumann (1828) [Mittemachtstück IV, para vozes solistas, coro e harmonium sobre um fragmento dos diários de Robert Schumann (1828)].   | Música vocal               |         |
| 1986      | Old/New. Studie für Solotrompete. | Música solista (trompete)  |         |
| 1986      | Ein Brief. Konzertszene für Mezzosopran und Orchester [Uma carta. Concerto cénico para mezzo-soprano e orquestra] | Música teatral             | 09:00   |
| 1986-87   | III. Streichquartett in vier Sätzen [Quarteto de cordas nº 3 em quatro danças] | Música de câmara           | 37:00   |
| 1986-87   | Mitternachtsstük, filme para Schweizer Fernsehen DRS | Música de filme            | 32:00   |
| 1987      | For us: Happy birthday to you!, für 4 Violoncelli (Em 1990 arranjo para flautim, clarinete, viola, double bass, bandolim, guitarra, harpa e percussão) | Música de câmara           | 02:15   |
| 1987      | Ce-A-Ge-E für Klavier und Harmonizer. | Música de câmara           |         |
| 1987-88   | Phantasiestück a) für Flöte und Klavier; b) für Flöte und Klavier mit Begleitung [Fantasia. a) para flauta e piano b) para flauta e piano com acompanhamento) | Música de câmara           | 16:00   |
| 1987-88   | Musik für Tastenisnstrumentse und Orchester | Música orquestral          | 26:00   |
| 1988      | Tantz-Schul. Orchestersuite des "Ballet d'action" I-II-II [Tantz-Schul. Suite del Ballet d'action I-II-III]. | Música orquesrtal          |         |
| 1988      | Quodlibet für eine Frauenstimme und Orchester nach französischen Chansontexten aus dem XV. Jahrhundert [Quodlibet para voz feminina e orquestra sobre uma canção francesa do século XV]                                                                                                   | Música vocal               | 19:30   |
| 1988-89   | Les idées fixes. Rondo for orchestra | Música orquestral          | 22:00   |
| 1988-91   | ...den 24. xii. 1931. Verstümmelte Nachrichten für Bariton und Instrumente [24 XII 1931. Noticias deformadas para barítono e instrumentos] (24 XII 1931, fecha de su nacimiento)) | Música vocal               | 31:00   |
| 1988-94   | Die Stücke der Windrose for salon orchestra [La Rosa de los Vientos, una pieza musical para cada una de las 32 orientaciones] (hasta ahora, Norden, Nordosten, Nordwesten, Osten, Süden, Südsten, Südosten, Südwesten, Western)                                                           | Música orquestral          | 100:00  |
| 1988-89   | Zwei Akte. a) Grand Duo für Saxophon und Harfe; b) für zwei Darsteller, Saxophon und Harfe [Dos Actos. a) Grande Duo para saxofone e harpa; b) para dois actores, saxofone e harpa] | Música teatral             | 30:00   |
| 1989      | Repertoire filme para ZDF | Música de filme            | 30:00   |
| 1989      | Fragende Ode für Doppelchor, Bläser und Schlagzeug [Ode interrogativa para duplo coro, ventos e percussão] | Música vocal               | 12:00   |
| 1989-90   | Liturgien für Soli, Doppelchor und großes Orchester [Liturgia para vozes solistas, duplo coro e grande orquestra] | Música vocal               | 26:00   |
| 1990-91   | Opus 1991 (Concert pièce for orchestra) | Música orquestral          | 16:30   |
| 1990-92   | Konzertstück für Pauken und Orchester [Pieza de Concierto para tímpano e orquestra] | Música orquestral          | 19:00   |
| 1992-93   | Passé Composé. KlavieRhapsodie, para piano | Música solista (piano)     | 20:00   |
| 1992-96   | Études I-III, for large orchestra | Música orquestral          | 25:00   |
| 1992-96   | Etudes I-III, for piano | Música solista (piano)     | 30:00   |
| 1993      | IV. Streichquartett in drei Sätzen [Quarteto de cordas nº 4 em três danças] | Música de câmara           | 25:00   |
| 1993      | Fanfarren für 4 Trompeten [Fanfarria para cuatro trompetas]. | Música de câmara           |         |
| 1993      | Melodien für carillon | Música solista (carrilhão) | 15:00   |
| 1993      | Episoden, Figuren. Solo für Akkordeon | Música solista (acordeão)  | 14:00   |
| 1993-94   | ... nach einer Lektüre von Orwell. Hörspiel in germanischer Metasprache ['...sobre a leitura de Orwell. Peça de rádio em metalinguagem germânica] | Música radiofónica         | 30:00   |
| 1993-94   | Nah und Fern Akustisches Hörstück für Glocken und Trompeten mit Hintergrund [Longe e perto. Peça radiofónica para campânulas e trompetes con variados ruídos de fundo]. | Música radiofónica         |         |
| 1993-94   | Interview avec D. pour Monsieur Croche et orchestre - Texte von Claude Debussy) | Música vocal               | 26:00   |
| 1994-95   | Serenade für drei Spieler | Música de câmara           | 22:00   |
| 1994-95   | L'art bruit. Solo für zwei | Música de câmara           | 23:00   |
| 1995      | Schattenklänge. Drei Stücke für Baßklarinette [Sombra de sonidos] | Música solista             | 11:00   |
| 1995-96   | À deux mains. Impromptu' für klavier | Música solista (piano)     | 09:00   |
| 1995-96   | Orchestrion-Straat for chamber ensemble | Música orquestral          | 23:00   |
| 1996      | Eine Brise. Flüchtige Aktion für 111 Radfahrer. Musikalisch angereichertes Sportereignis im Freien [Uma brisa. Acção efémera para 111 ciclistas. Musicalmente para enriquecer eventos deportivos no exterior]                                                                             | Música teatral             | 01:30   |
| 1996      | Auftakte, sechshändig für Klavier und zwei Schlagzeuger [para piano e dois percussionistas] | Música de câmara           | 08:30   |
| 1996-97   | Playback Play. News from the Music Fair Radio Piece | Música radiofónica         | 41:00   |
| 1997-98   | Duodramen für Stimmen und Orchester [Duodrama para soprano, barítono e orquestra]. (estreado em Bruxelas em março de 1999). | Música teatral             |         |
| 1998-99   | Schwarzes Madrigal for voices and instruments [Madrigal negro, para coro e instrumentos] | Música vocal               | 23:40   |
| 1999      | Semikolon. Action with gran cassa. | Música teatral             |         |
| 1999-2000 | Burleske for bariton saxophone and chorus. | Música vocal               |         |
| 2000      | Broken Chords, für großes Orchester. | Música orquestral          |         |
| 2000      | Entführung im Konzertsaal. | Música orquestral          |         |
| 2000      | Entführung im Konzertsaal- konzertante Oper, aus diesem extrahiert | Ópera                      |         |
| 2000-01   | Doppelsextett for ensemble. | Música de câmara           |         |
| 2001-02   | Das Konzert for solo flute, harp, percussion and strings. | Música orquestral          |         |
| 2002      | Quirinus Liebeskuss (first perf. Stuttgart, 1 Feb 2002) | Música orquestral          |         |
| 2002      | 2. Trio in einem Sat for Violin, Violoncello and piano [Trio nº 2]. | Música de câmara           |         |
| 2002      | Der Turm zu Babel. Melodies for a solo voice. | Música vocal               |         |
| 2002      | Andere Gesänge. Intermezzi for soprano et pour l'orchestre. | Música vocal               |         |
| 2002      | Der Turm zu Babel. Melodies for a solo voice. | Música vocal               |         |
| 2005      | Fremde Töne und Widerhall, für großes Orchester. | Música orquestral          |         |
| (s.d.)    | Ragtime, para piano. | Música solista (piano)     |         |